# District de Jajpur
Le district de Jajapur ou district de Jajpur (hindi : जाजपुर जिला) est un district  de l'état de l'Odisha en Inde.

## Géographie
Au recensement de 2011, sa population est de 1 827 192 habitants pour une superficie de 2 899 km2.
Son chef-lieu est la ville de Panikoili.